# Enrique Almaraz y Santos
Enrique Almaraz y Santos, španski rimskokatoliški duhovnik, škof in kardinal, * 22. september 1847, La Vellés, † 22. januar 1922.

## Življenjepis
18. januarja 1893 je bil imenovan za škofa Palencie; škofovsko posvečenje je prejel 16. aprila istega leta. 18. aprila 1907 je bil imenovan za nadškofa Seville.
27. novembra 1911 je bil povzdignjen v kardinala in imenovan za kardinal-duhovnika S. Pietro in Montorio. 16. decembra 1920 je bil imenovan za nadškofa Toleda.